# Pokolj u Slapnici
Pokolj u Slapnici bio je ratni zločin koji su počinile bošnjačko-muslimanske snage nad Hrvatima tijekom agresije na prostore Hrvata Srednje Bosne. Počinile su ga 13. lipnja 1993. u hrvatskom mjestu Slapnici kod Kaknja. Ubili su 9 civila.